# Ueli Forster
Ulrich Niklaus Willi Forster (* 20. Oktober 1939 in St. Gallen) ist ein Schweizer Textilunternehmer. 

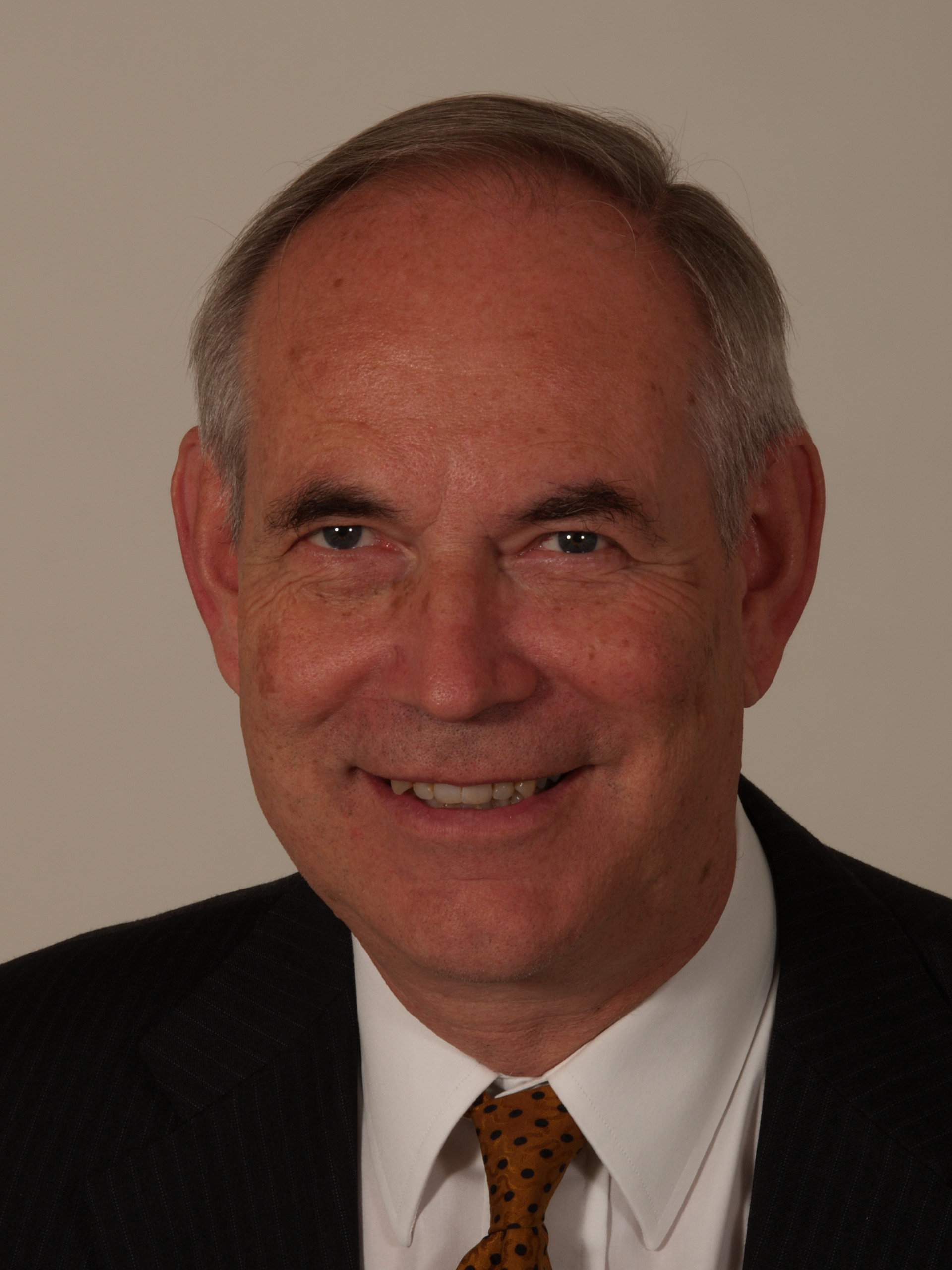
Ueli Forster (2005)

## Leben
Ueli Forster wuchs als Bürger von St. Gallen und Neunkirch (SH) in St. Gallen auf. Nach der Handelsmatura an der Kantonsschule am Burggraben in 1958 studierte er an der damaligen Handelshochschule St. Gallen (heute: Universität St. Gallen) Ökonomie. 1963 schloss er dieses Studium mit dem Lizentiat (lic.oec.) ab. Er ist verheiratet mit der Politikerin Erika Forster-Vannini, die von 1995 bis 2011 für den Kanton St. Gallen Mitglied des Ständerats war und diesen 2009/2010 auch präsidierte. Das Paar hat vier inzwischen erwachsene Kinder.

## Beruf
1963 trat Ueli Forster in das väterliche Unternehmen Forster Willi & Co., St. Gallen, und damit in die Stickereibranche ein. 1964 übernahm er die Geschäftsleitung. Von 1971 bis 2010 war er Präsident des Verwaltungsrates. Nach dem Kauf der Jacob Rohner AG, Rebstein, im Jahr 1988 war er auch deren Präsident, 1992 wurden die beiden Unternehmen zur Forster Rohner AG fusioniert. 2002 wurde die Inter-Spitzen AG durch die Forster Rohner AG übernommen. Heute gilt die Forster Rohner AG  als führender Anbieter im hochwertigen Stickereibereich mit Tochtergesellschaften in Rumänien, China und Bosnien. Die operative Geschäftsführung übergab Ueli Forster per 1. Januar 2007 seinem Sohn Emanuel und seiner Tochter Caroline. 2009 gründete Ueli Forster zusammen mit seiner Ehefrau und zwei Partnern die auf Karbontechnologie spezialisierte Bionic Composite Technologies AG (Biontec) und steht dieser seither als Präsident des Verwaltungsrates vor. Frühere Mandate waren etwa VR-Mitgliedschaften bei der Frisco Findus AG, Rorschach (1979 bis 1989), der Spinnerei am Uznaberg, Uznach (1990 bis 2006), und bei der Helvetia St.Gallen (1994 bis 2008).

## Wirtschaftspolitik
Im Lauf seiner beruflichen Tätigkeit engagierte sich Ueli Forster in zahlreichen Verbänden und wurde auch auf schweizerischer Ebene zu einem wichtigen wirtschaftspolitischen Exponenten. Unter anderem war er Präsident des Handels- und Industrievereins St.Gallen (1978 bis 1986), Mitglied des Kaufmännischen Directoriums (Handelskammer, 1987 bis 1991), danach Gründungs-Präsident der Industrie- und Handelskammer St.Gallen-Appenzell (1991 bis 1997), langjähriger Präsident der Vereinigung Schweizerischer Stickerei-Exporteure, Präsident des Verbandes Schweizerischer Garn- und Gewebeexporteure sowie Präsident von economiesuisse (2001 bis 2006). Zudem war er Vorstandsmitglied des Textilverbandes Schweiz (1994 bis 2009) und Mitglied des Bankrates der Schweizerischen Nationalbank (2002 bis 2007).